# Dealu Mare, Maramureș
Dealu Mare este un sat în comuna Coroieni din județul Maramureș, Transilvania, România. Se află în partea de sud a județului, în Podișul Someșan.

## Istoric
Prima atestare documentară este datată în 1521 (Ujffalu).

## Etimologie
Etimologia numelui localității provine din toponimicul „deal” (< apelativul „deal” < sl. dělŭ) + determinantul Mare.

## Demografie
La recensământul din 2011, populația era de 210 locuitori.

## Lăcașuri de cult
În Dealul Mare este o mănăstire ortodoxă cu hramul „Sf. Prooroc Ilie” (1992).

## Vezi și
- Biserica de lemn din Dealu Mare, Maramureș

## Galerie de imagini

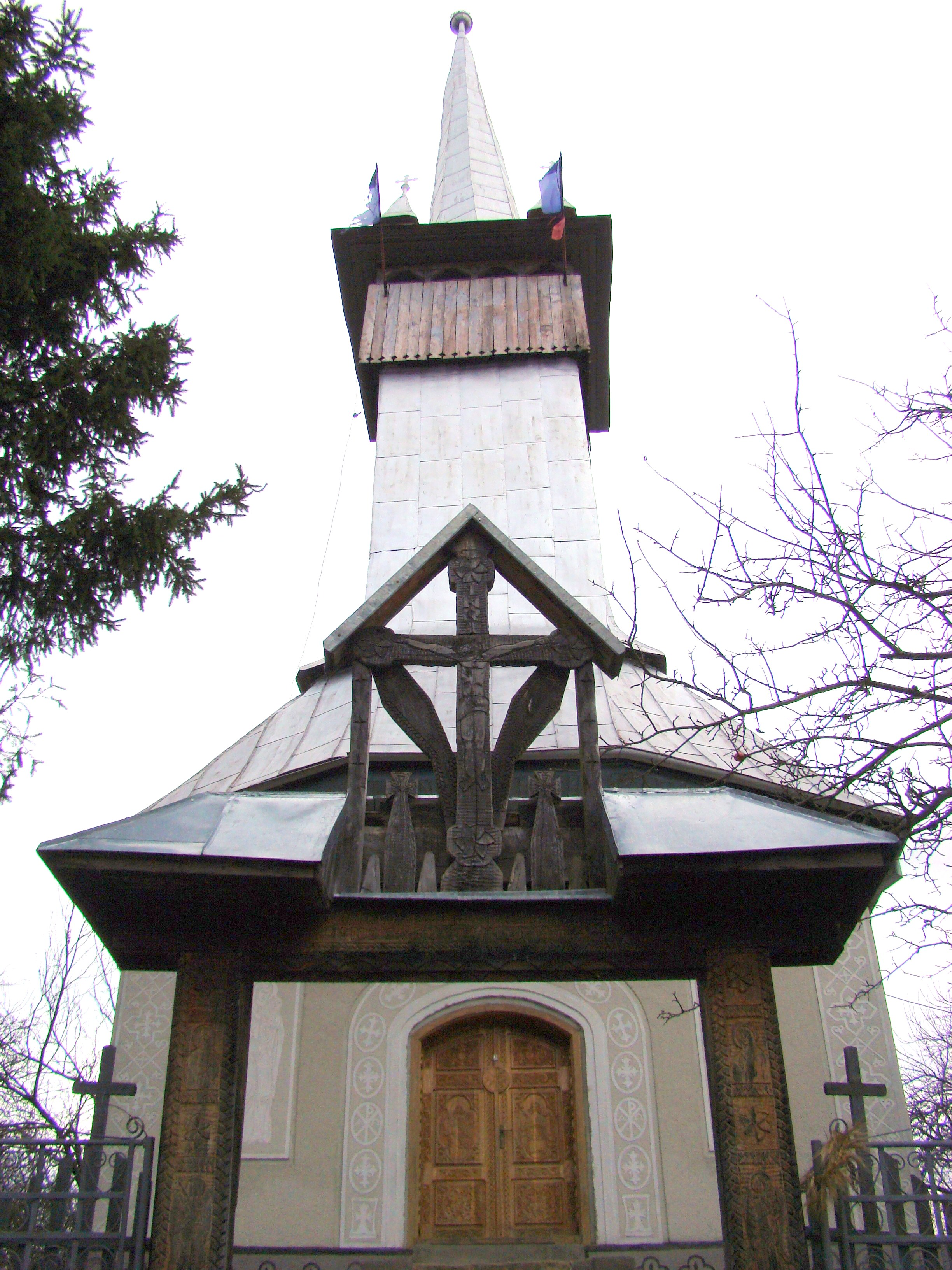
Biserica de lemn „Sfinții Arhangheli” (1875)
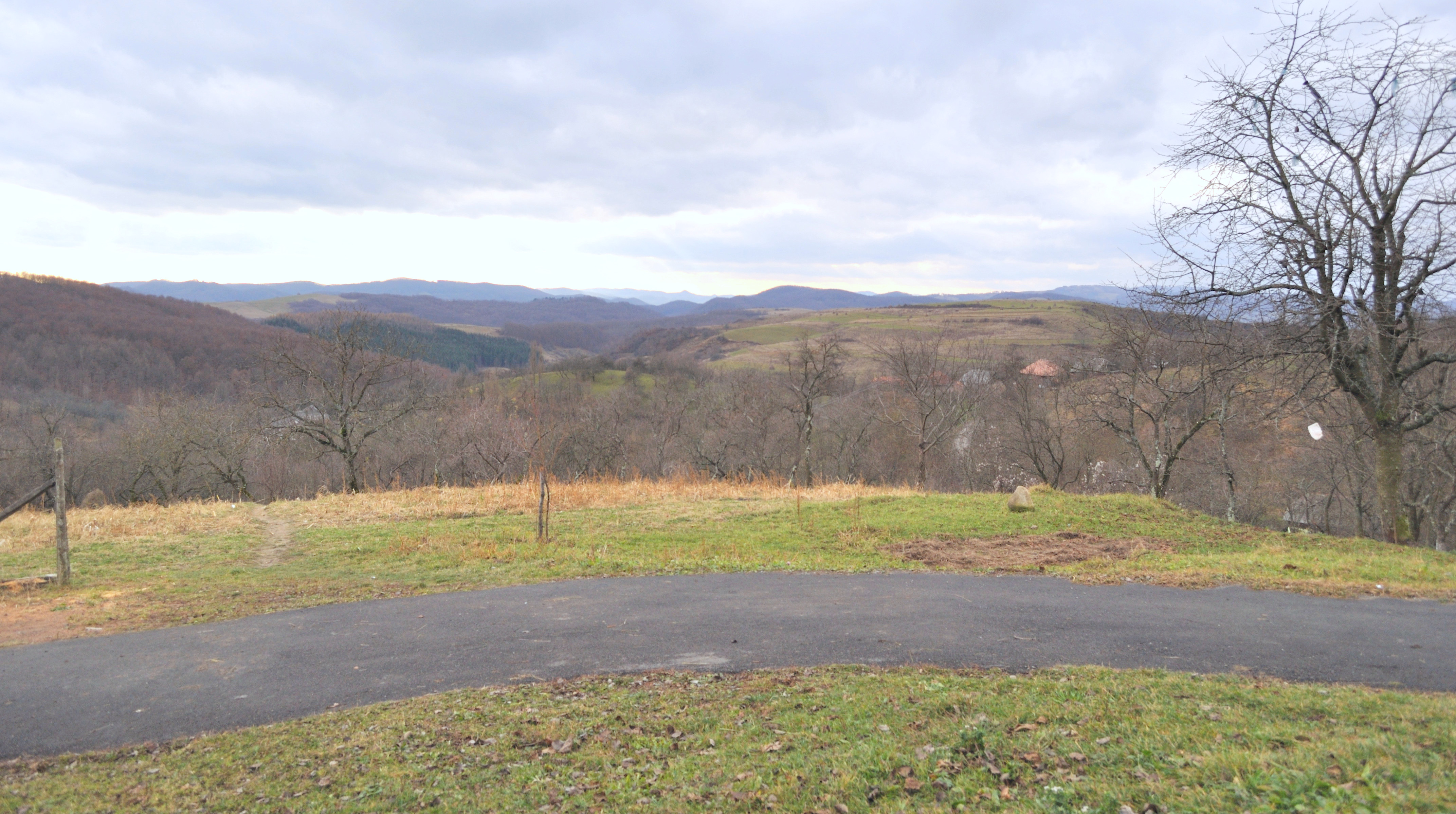
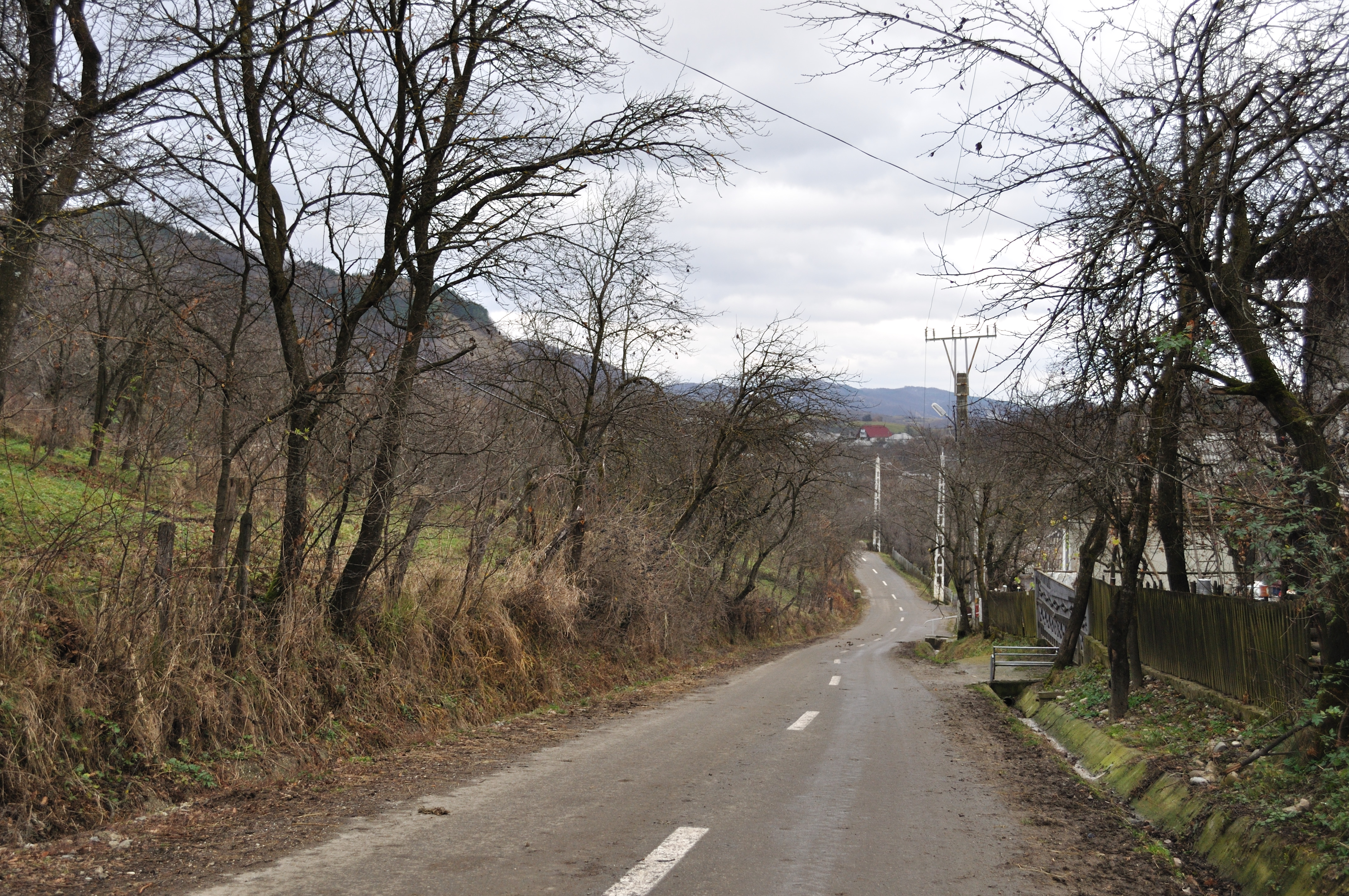
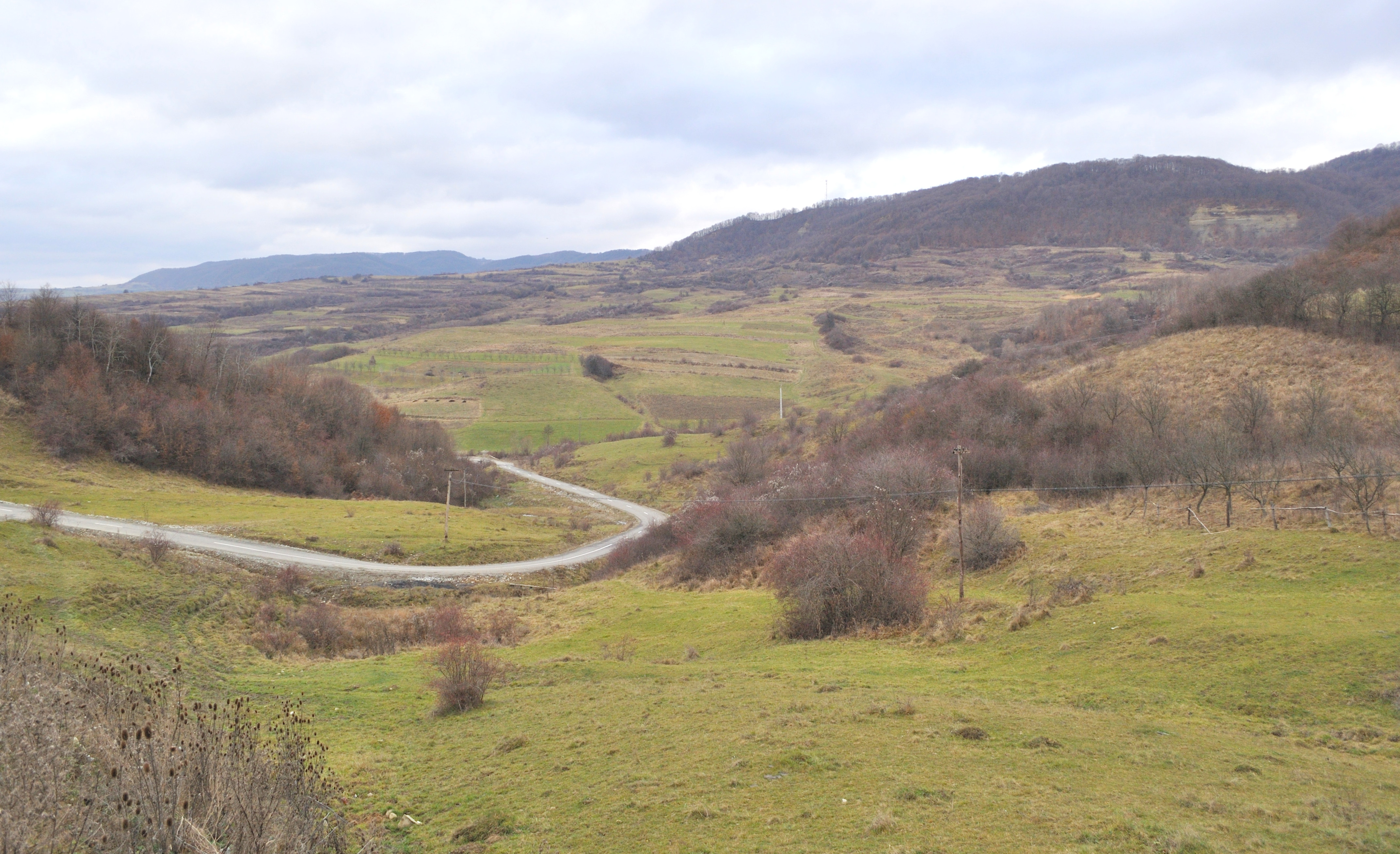